# Jastrząb (gmina)
Jastrząb (do 1954 gmina Rogów) – gmina miejsko-wiejska w województwie mazowieckim, w powiecie szydłowieckim. W latach 1975–1998 gmina położona była w województwie radomskim.
Siedziba gminy to Jastrząb.
Według danych z 30 czerwca 2004 gminę zamieszkiwało 5059 osób. Natomiast według danych z 31 grudnia 2019 roku gminę zamieszkiwało 5196 osób.

## Struktura powierzchni
Według danych z roku 2002 gmina Jastrząb ma obszar 54,79 km², w tym:
- użytki rolne: 78%
- użytki leśne: 11%

Gmina stanowi 11,68% powierzchni powiatu.

## Demografia

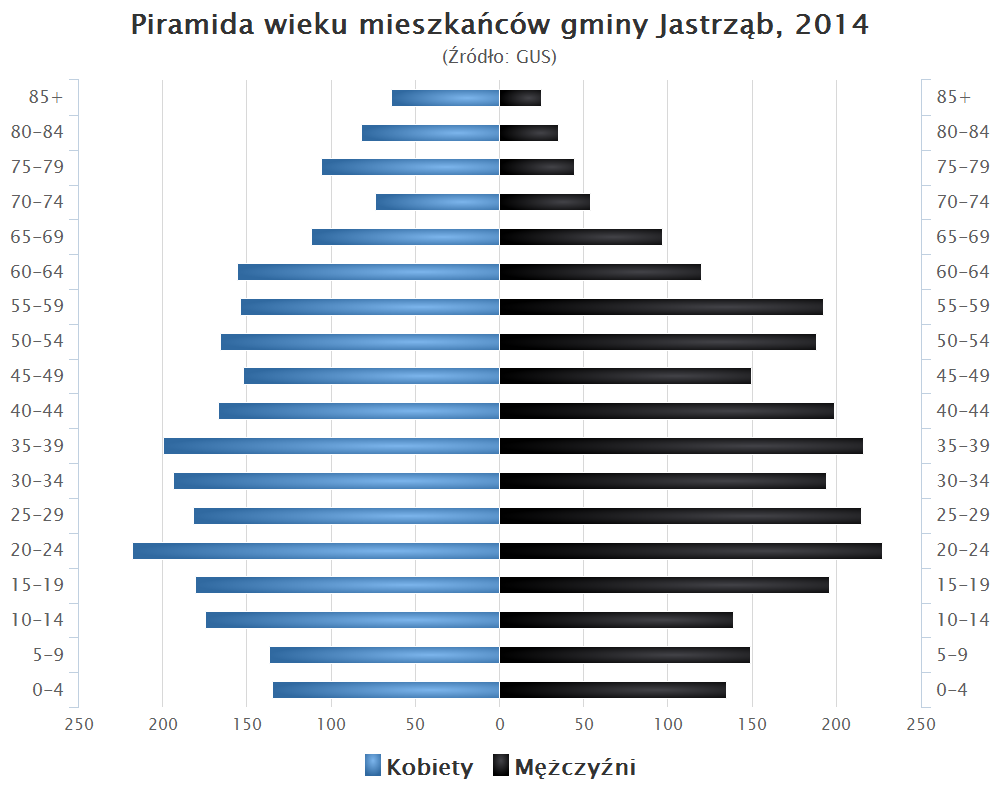
Piramida wieku mieszkańców gminy Jastrząb w 2014 roku

Dane z 30 czerwca 2004:
| Opis                              | Ogółem | Ogółem | Kobiety | Kobiety | Mężczyźni | Mężczyźni |
| --------------------------------- | ------ | ------ | ------- | ------- | --------- | --------- |
| jednostka                         | osób   | %      | osób    | %       | osób      | %         |
| populacja                         | 5059   | 100    | 2585    | 51,1    | 2474      | 48,9      |
| gęstość zaludnienia (mieszk./km²) | 92,3   | 92,3   | 47,2    | 47,2    | 45,2      | 45,2      |

## Samorząd terytorialny
| Wójtowie gminy                                                         | Wójtowie gminy    | Wójtowie gminy    | Wójtowie gminy                                                  | Wójtowie gminy      |
| #                                                                      | Okres             | Okres             | Wójt                                                            | Miejscowość         |
| #                                                                      | Od                | Do                | Wójt                                                            | Miejscowość         |
| ---------------------------------------------------------------------- | ----------------- | ----------------- | --------------------------------------------------------------- | ------------------- |
| 1.                                                                     | 6 kwietnia 1990   | 15 lipca 1994     | Ryszard Małek (ur. 1951)                                        | Jastrząb            |
| 2.                                                                     | 15 lipca 1994     | 12 listopada 1998 | Włodzimierz Guzowski (ur. 1951) PSL komisarz Gminy w 1994       | Radom               |
| 3.                                                                     | 12 listopada 1998 | 18 listopada 2002 | Julian Stanisław Włodarczyk (ur. 1958)AWS                       | Śmiłów              |
| 4.                                                                     | 18 listopada 2002 | 4 grudnia 2012    | Zofia Barbara Kosno (ur. 1946) SLD – UP (2002–2010)PO (od 2010) | Jastrząb            |
| –                                                                      | 5 grudnia 2012    | 2 stycznia 2013   | Robert Rutkowski komisarz Gminy                                 |                     |
| 4.                                                                     | 3 stycznia 2013   | 9 grudnia 2014    | Zofia Barbara Kosno (ur. 1946) PO                               | Jastrząb            |
| 5.                                                                     | 9 grudnia 2014    | 31 grudnia 2022   | Andrzej Bracha (ur. 1965) KWW „Samorządowo–Społeczny”           | Gąsawy Rządowe-Niwy |
| Od 1 stycznia 2023 organem wykonawczym gminy jest Burmistrz Jastrzębia |                   |                   |                                                                 |                     |

| Rada Gminy | Rada Gminy                                                | Rada Gminy                    | Rada Gminy | Rada Gminy            | Rada Gminy | Rada Gminy                    |
| L.p.       | Radny                                                     | Partia polityczna             | Okręg      | Miejscowość           | Komisje | Uwagi                         |
| ---------- | --------------------------------------------------------- | ----------------------------- | ---------- | --------------------- | --- | ----------------------------- |
| 1.         | Bińkowski, Sławomir Wojciech (*11.07.1962, Wierzbica)     | KWW „Samorządowo – Społeczny” | nr 1       | Jastrząb              | | Przewodniczący Rady Gminy     |
| 2.         | Czarnota, Marek (*16.04.1965, Wierzbica)                  | KWW „Samorządowo – Społeczny” | nr 10      | Lipienice Górne       | Oświaty, Kultury i Zdrowia; Bezpieczeństwa Publicznego, Ochrony Przeciwpożarowej i Ochrony Środowiska                  |                               |
| 3.         | Domagała, Zbigniew Jan (*01.01.1948, Chomentów-Puszcz)    | KWW „Samorządowo – Społeczny” | nr 6       | Śmiłów                | Budżetu; Rewizyjna |                               |
| 4.         | Golińska, Marzena (*16.09.1972, Skarżysko-Kamienna)       | KWW „Samorządowo – Społeczny” | nr 13      | Gąsawy Rządowe–Niwy   | Rewizyjna (Zastępczyni Przewodniczącej); Oświaty, Kultury i Zdrowia                                                    |                               |
| 5.         | Gregier, Barbara Dorota (*08.10.1979, Gorlice)            | Solidarny Samorząd            | nr 5       | Lipienice             | Skarg, Wniosków i Petycji (Przewodnicząca); Rewizyjna                                                                  |                               |
| 6.         | Jelonek, Katarzyna Anna (*17.04.1979, Skarżysko-Kamienna) | KWW „Samorządowo – Społeczny” | nr 15      | Gąsawy Rządowe        | Budżetu; Bezpieczeństwa Publicznego, Ochrony Przeciwpożarowej i Ochrony Środowiska                                     |                               |
| 7.         | Karbarz, Renata Ewa (*16.10.1975, Radom)                  | KWW „Samorządowo – Społeczny” | nr 2       | Jastrząb              | Budżetu; Rewizyjna |                               |
| 8.         | Kozłowski, Jerzy Mateusz                                  | PSL                           | nr 4       | Kuźnia                | Skarg, Wniosków i Petycji; Bezpieczeństwa Publicznego, Ochrony Przeciwpożarowej i Ochrony Środowiska                   |                               |
| 9.         | Król, Dawid                                               | KWW „Samorządowo – Społeczny” | nr 14      | Gąsawy Rządowe        | Bezpieczeństwa Publicznego, Ochrony Przeciwpożarowej i Ochrony Środowiska (Przewodniczący); Oświaty, Kultury i Zdrowia |                               |
| 10.        | Kuźdub, Rafał Jerzy                                       | PiS                           | nr 12      | Gąsawy Plebańskie     | Skarg, Wniosków i Petycji                                                                                              |                               |
| 11.        | Mąkola, Leszek Ryszard                                    | PiS                           | nr 11      | Lipienice Dolne       | |                               |
| 12.        | Nadgradkiewicz, Marta Sylwia                              | KWW „Samorządowo – Społeczny” | nr 9       | Nowy Dwór             | Rewizyjna (Przewodnicząca); Oświaty, Kultury i Zdrowia                                                                 |                               |
| 13.        | Wakuła, Tomasz                                            | KWW „Samorządowo – Społeczny” | nr 8       | Wola Lipieniecka Duża | Budżetu (Przewodniczący); Bezpieczeństwa Publicznego, Ochrony Przeciwpożarowej i Ochrony Środowiska                    |                               |
| 14.        | Warso, Wojciech Antoni (*17.01.1960, Jastrząb)            | KWW „Samorządowo – Społeczny” | nr 3       | Jastrząb              | | Wiceprzewodniczący Rady Gminy |
| 15.        | Wójcikowska, Aldona Anna                                  | KWW „Samorządowo – Społeczny” | nr 7       | Wola Lipieniecka Mała | Oświaty, Kultury i Zdrowia (Przewodnicząca); Budżetu                                                                   |                               |

## Sołectwa
Gąsawy Plebańskie, Gąsawy Rządowe, Gąsawy Rządowe-Niwy, Jastrząb, Kolonia Kuźnia, Kuźnia, Lipienice Dolne, Lipienice Górne, Orłów, Nowy Dwór, Śmiłów, Wola Lipieniecka Mała, Wola Lipieniecka Duża

## Sąsiednie gminy
Mirów, Orońsko, Szydłowiec, Wierzbica